# Ritorno sul Don
Ritorno sul Don è una raccolta di racconti dello scrittore italiano Mario Rigoni Stern pubblicata nel 1973. Alcuni racconti completano la narrazione delle esperienze di guerra dell'autore durante la campagna di Russia, l'ultimo narra il suo ritorno sui luoghi della drammatica ritirata già raccontata nel precedente Il sergente nella neve.

## Trama

### Nella steppa di Kotovskij
Il racconto inizia con la descrizione del pacifico paesaggio estivo della steppa. I soldati sono di stanza nella città di Vorošilovgrad. Qui, con la bocca impastata di polvere, convivono con i profughi russi, che dal nord scendono in cerca di zone più fertili con un carretto contenente tutta la loro vita. Essi vengono nei presidi italiani perché, al contrario di tedeschi ed ungheresi, sono gentili e generosi. La tristezza si vede quando arriva la posta che Rigoni deve distribuire: non si sentono più molti "È per me! È di mia moglie!". Ora ricomincia la dura naia. Vengono infatti mandati al fronte, e subito si ritrovano nel bel mezzo di una cruenta battaglia. Rigoni soffre per la morte del suo compagno e amico Storti. Un'altra battaglia li decima; sorpreso da un colpo di mortaio, Rigoni è sbalzato in aria e una scheggia gli ferisce un braccio. Nonostante tutto continua ad avanzare e, sotto la copertura di bombe a mano e colpi di fucile, il plotone e altre compagnie riescono a conquistare un caposaldo russo in posizione sopraelevata. Le perdite sono moltissime, e a sera due carri di fieno senza cavalli si avvicinano al caposaldo. Subito un soldato di sentinella nelle alte erbe annuncia un attacco russo. La battaglia è cruenta e il capitano, ferito, viene messo su un carro armato e trasportato a valle. La ritirata è veloce: si perde in un'ora ciò che si era conquistato in un giorno. Rigoni viene mandato con due soldati in esplorazione e, appena giunto sotto il caposaldo, constata che non ci sono prigionieri italiani. Vede, invece, vicino a lui un cavallo: ci salta in groppa e scappa via martellato dai colpi di moschetto dei russi, che colpiscono nei glutei il povero cavallo. Giunto a valle il cavallo gli viene sequestrato da un ufficiale: il capitano Giuseppe "Beppo" Signori (Valstagna 1905 - fronte russo 1943), che diventerà successivamente il comandante della 55ª compagnia del 6º reggimento Alpini, cui Rigoni apparteneva. Tra i due nascerà un sincero rapporto di stima che durerà fino alla morte del capitano.

### In un villaggio sepolto nella balca
Torna l'inverno e nella steppa si abbatte una tormenta di neve che fa sbandare la compagnia. Una battaglia con dei carri armati russi disperde ancor più i soldati, e tre soldati italiani si ritrovano in un boschetto di betulle, al di là del quale si vede un villaggio nascosto dalla neve. Mangiano e riposano in un'isba, dove uno dei soldati italiani, il caporale, scopre che il vecchio che gli ha dato da bere e da mangiare è in realtà suo padre, che partito militare per l'impero asburgico, dopo aver peregrinato per anni dalla fine guerra del 1914, stanco di tutto decise di abbandonarsi alla stanchezza e di farsi una nuova famiglia in Russia, mentre in Italia veniva dato per disperso. Raccontata la sua storia, decide di accompagnare quei tre suoi compaesani fuori dalla sacca nascondendoli sulla sua slitta coperti dalla paglia.

### Tre patate lesse
Questo racconto si inserisce idealmente fra gli ultimi paragrafi del libro Il sergente nella neve. Uscito dalla sacca e passato qualche giorno in un'isba (che, assieme ad un'altra, serviva da punto di raccolta dei soldati superstiti), Rigoni, assieme a quello che era rimasto del suo plotone, riprende a camminare e si dirige verso Kiev. Per strada incontra convogli di tank tedeschi che deridono lui e i suoi compagni con atto di superiorità. Camminando in coda alla colonna, Rigoni, causa dissenteria e una dolorosa piaga al piede, finisce col perdere contatto con il plotone in marcia. Rimasto solo, continua a camminare fino a raggiungere un villaggio, dove sente suoni di una festa provenire da un'isba lì vicino: avvicinatosi, vede attraverso i vetri dei soldati tedeschi che cantano e ballano con donne russe. Indeciso se entrare o meno, aspetta un poco, quando viene raggiunto da un russo che gli dice di non entrare, ma di andare nell'ultima isba del villaggio a nome suo, avvisandolo che quella notte sarebbero arrivati i partigiani. Arrivato all'isba indicatagli, bussa e la donna che gli apre lo accoglie benevolmente, lo fa dormire su un caldo giaciglio, lo cura e lo sfama. Poco dopo in casa della vecchia giunge un alto soldato russo che saluta Rigoni e, dopo aver mangiato un boccone, se ne va. Era il figlio della vecchia donna. A notte fonda Rigoni decide di rimettersi in marcia. La donna russa, sempre molto gentile, gli mette in tasca tre patate lesse e un po' di cibo, e gli indica dove sono passati i suoi compagni in mattinata. Auguratagli buona fortuna, Rigoni parte e con passo spedito cerca nella fredda e buia notte di raggiungere il resto degli italiani. Verso l'alba sente una breve raffica di spari provenire dal villaggio lasciato poco prima.

### La segheria abbandonata
È l'estate del 1942 quando un treno parte da una stazione per l'Italia. Su questo treno vi sono degli ebrei destinati ad una vecchia segheria abbandonata nel Nord Italia. All'arrivo vengono accolti dal segretario del fascio, il quale elenca loro tutti i divieti da rispettare, compreso quello di evitare ogni contatto con la popolazione residente. Ma la maggior parte di essi si rivela subito molto utile, pronta ad aiutare la gente del luogo ad ogni occasione. Stabiliscono così buoni rapporti con gli abitanti, tanto che questi ultimi decidono di ospitarli nelle proprie case (con buona pace del segretario del fascio e del brigadiere, pronti a chiudere un occhio), lasciando la segheria di nuovo abbandonata. Soltanto due ebrei non riescono a conquistare le simpatie delle persone: erano ricchi, con portasigari d'oro massiccio e sempre cibo e vestiario nuovi che arrivavano per posta. Di loro non si sapeva nulla. L'ultima volta che furono visti fu quando salirono su una limousine del Vaticano che era venuta a prenderli. Da quel giorno più nessuno li rivide. Intanto in paese si diffonde la notizia trapelata da Radio Londra della disfatta degli italiani in Russia, e così tutte le famiglie piangono e, allo stesso tempo, sperano per i loro figli. Giunge poi in paese uno strano personaggio che compra la resina che cola dagli abeti, e così tutti gli abitanti del paese (soprattutto gli ebrei) si danno da fare a raccogliere resina dagli alberi per guadagnare un po' di soldi. Dopo l'8 settembre gli ebrei scappano dal paese, facendo perdere ogni traccia di sé. Solo successivamente si verrà a conoscere il destino di alcuni di essi: chi era sopravvissuto, chi invece era morto nei campi di concentramento, o tentando di scappare oltre la frontiera, oppure fucilato alle Ardeatine.

### Bepi, un richiamato del '13
Con questo racconto si ritorna alla campagna di Russia. Protagonista è Bepi di Soligo, un richiamato del 1913 che aveva combattuto già in Abissinia e in Albania. Rigoni, assieme a Bepi e alle reclute da lui guidate (il 7º reggimento alpini, arrivato per rimpolpare le file di soldati decimate dalle battaglie combattute fino a quel momento), raggiunge gli altri reparti che erano sul Don. Bepi si rivela subito un ottimo soldato, coraggioso, forte, pronto ad aiutare i suoi compagni nelle situazioni più pericolose, e a spronarli nei momenti di estremo sfinimento morale e fisico. Dopo l'uscita dalla sacca del 26 gennaio 1943, Bepi - su proposta di Rigoni - viene promosso a sergente e riceve la medaglia d'argento per il valore dimostrato al fronte. Ritornano così in Italia, ma l'anno successivo si ritrovano entrambi in un lager tedesco, nei pressi dei laghi Masuri. Qui aspettano e sperano nell'arrivo dell'Armata Rossa o degli americani. Vedendo, però, che i suoi uomini non ce la facevano più a resistere, Bepi, in seguito alle continue richieste dei tedeschi di uomini da utilizzare nei campi di lavoro, propone sé e i suoi compagni. Lasciano così il campo di concentramento, e da quel momento, non li si vedrà più. Finita la guerra Rigoni inizia a cercare i suoi vecchi compagni di naia, tra cui Bepi, che però sembra essere svanito nel nulla. Solo dopo parecchio tempo verrà a sapere da un suo ex compagno di prigionia che, dopo varie peripezie, Bepi era finito in Grecia a fare il postino, per poi morire in solitudine.

### Un ragazzo delle nostre contrade
La vicenda ora è ambientata sulle montagne care a Rigoni. Qui un ragazzo chiamato il Moretto, con la sua cavalla, la Linda, va in giro di stalla in stalla a raccogliere il latte per portarlo al caseificio sociale dove lavorava. È bello e simpatico e tutte le ragazze sono innamorate di lui. Un giorno però gli arriva la chiamata per entrare nell'esercito. Dopo poco tempo passato lì, il Moretto decide di disertare. Rigoni l'aveva incontrato in treno durante una licenza; anche il Moretto era un alpino e sarebbe dovuto andare in Russia. Ritornato al suo paese vede i fascisti che, assieme ai tedeschi e ai russi, rastrellano le montagne e le case alla ricerca di soldati inglesi, ebrei, partigiani e disertori. Il Moretto decide allora di nascondersi in casa del Nin, un comunista convinto che aveva già vissuto gli orrori della prima guerra mondiale. Nella sua casa il Nin teneva nascosto, dietro alla catasta della legna, due inglesi che i rastrellamenti non scoprono. Il Moretto li accompagna sui boschi dove, tutti e tre, si uniscono al movimento partigiano. Intanto i partigiani con le armi e i viveri lanciati dagli aerei inglesi si organizzano bene e gli scontri diventano violenti. Il Moretto è disperso dopo una cruenta battaglia. Finita la guerra, gli amici del Moretto vogliono ritrovarne il corpo e vengono a sapere da un testimone che, per non farsi catturare, si sarebbe lanciato da una scarpata. Serve perciò uno scalatore, così chiedono aiuto a Rigoni e, grazie a lui, riescono a ritrovare, fra i diversi cadaveri di partigiani, anche quello del Moretto. Ai suoi funerali viene tutta la vallata.

### La scure
(Mario Rigoni Stern, dedica del racconto)
Rigoni si sveglia in un letto d'ospedale in Italia, dove viene ricoverato al ritorno dal fronte. Dalle finestre della stanza vede le sue amate montagne. Tutto il racconto si basa sulla descrizione dello stato d'animo devastato di chi ha combattuto in guerra e ha visto la morte in faccia; di chi, seppur sopravvissuto, continua a rivivere giorno dopo giorno, notte dopo notte, gli orrori della guerra: le urla, la fame, il freddo, le battaglie, i soldati morti, il Lager... e null'altro se non questo continua a vedere attorno sé, pure ora che è tutto finito. Questa è la vita per Rigoni al ritorno dal fronte. È come svuotato, morto dentro. Persino le sue amate montagne non sono in grado di scuoterlo dai dolorosi ricordi. Fino a che un giorno, andando per i boschi, sente il colpo di una scure di un legnaiolo e per la prima volta dalla fine della guerra, Rigoni percepisce un suono per quello che era, senza confonderlo col rumore della guerra: quel suono apparteneva a una scure, e non a una mitragliatrice. E quel suono rappresentava il suo ritorno alla vita.

### Ritorno sul Don
A distanza di trent'anni dalla fine del secondo conflitto mondiale, Rigoni decide di ritornare in Russia per rivivere, questa volta da civile, la sua dolorosa esperienza al fronte. Dopo essersi messo d'accordo con il direttore del "Giorno" per pubblicare il rendiconto del suo viaggio, parte con la moglie in treno. Questo viaggio gli riporta alla mente i precedenti due viaggi che lo portarono in Russia: il primo, iniziato la notte del 13 gennaio 1942, con lo scopo di pattugliare le retrovie russe; il secondo, iniziato nell'estate dello stesso anno e conclusosi con la famosa ritirata di Russia. A Kiev viene accolto dalla guida che gli propone i soliti luoghi turistici, ma Rigoni preferisce stare in mezzo alla gente per poter vedere la "sua" Russia, e si stupisce di trovarvi ordine, calma, pace e serenità, tanto che per un attimo dimentica lo scopo del suo viaggio, almeno fino a che il suo sguardo non incontra un monumento ai soldati russi caduti nel 1943 per liberare la città. Il giorno dopo partono per Charkov, per poi da lì raggiungere il Don. Giunti in città, vengono accolti da un'interprete di nome Larissa, che li fa salire a bordo di un'auto, una Volga, d'ora in avanti loro unico mezzo di trasporto. Da qui in poi, tutto il viaggio è un continuo rievocare dolorosi ricordi che i luoghi risvegliano in lui, ma sarà soprattutto il villaggio di Valujki a farlo sentire tra i suoi alpini. Qui viene ricevuto dal segretario del Soviet che, dopo aver confrontato la cartina della Russia acquistata in Italia con quella del luogo alla ricerca di Nikolajevka (dove ebbe luogo la disfatta), e dopo averne constatato la completa assenza sulle carte russe, lo indirizza verso due cittadine vicine: Nikitovka e Arnautovo. Rigoni allora parte in quelle direzioni, sicuro che sarebbe stato in grado di ritrovare da solo la strada per Nikolajevka. Infatti così fu, e raggiunto il luogo dove perse molti valorosi compagni e amici, si abbandona ai ricordi e piange quei morti che nessuna madre ha mai potuto vedere:
Vuole poi ritornare al suo caposaldo sul Don e quindi inizia un lungo viaggio che fa tappa a Rossosh, dove mangiano. Anche lì trova un monumento ai caduti russi, con la scritta "Alla gloria eterna di coloro che sono morti per la liberazione e l'indipendenza del loro Paese". Giunge finalmente sul fiume Don e nota sui dossi ancora la presenza dei segni delle trincee e delle postazioni. Ricorda ogni cosa, indica la posizione di ogni caposaldo, uno ad uno. Le due rive del fiume sono unite da un ponte di barche su cui ora si trova un vecchio intento a pescare. Rigoni vorrebbe rimanere lì assieme al pescatore, ma sa che deve proseguire il suo viaggio. Salito nuovamente in macchina, ripercorre per l'ultima volta i luoghi della ritirata. A notte fonda, dopo aver perso più volte la strada, fanno ritorno all'albergo di Charkov. Per due giorni la moglie di Rigoni è costretta a letto dalla febbre e lui ne approfitta per passeggiare per la città. In una vecchia bottega riesce a trovare un pacchetto di makorka, tabacco ucraino che era solito fumare nei Lager. Dopo questo lungo viaggio lui e la moglie raggiungono Kiev per poi prendere il treno e tornare a casa (seduto in treno Rigoni ricorda il viaggio che trent'anni prima fece coi superstiti per tornare a casa, e si accorge di come il paesaggio sia molto simile a quello di allora):

## Edizioni
- Mario Rigoni Stern, Ritorno sul Don, collana Nuovi Coralli, Einaudi, 1973,  p. 171, ISBN 88-06-38026-5.